# Francia ai II Giochi olimpici invernali
La Francia partecipò ai II Giochi olimpici invernali, svoltisi a Sankt Moritz, Svizzera, dall'11 al 19 febbraio 1928, con una delegazione di 38 atleti impegnati in otto discipline.

## Medaglie

### Per discipline
| Sport                 | Oro | Argento | Bronzo | Totale |
| --------------------- | --- | ------- | ------ | ------ |
| Pattinaggio di figura | 1   | 0       | 0      | 1      |
| Totale                | 1   | 0       | 0      | 1      |

### Medaglie
| Medaglia | Atleta                    | Sport                 | Evento                         |
| -------- | ------------------------- | --------------------- | ------------------------------ |
| Oro      | Andrée Joly Pierre Brunet | Pattinaggio di figura | Pattinaggio di figura a coppie |